# Charlie Hodgson
Charles Christopher Hodgson (Halifax, 12 de noviembre de 1980) es un exrugbista británico que se desempeñaba como apertura. Fue internacional con la Rosa de 2004 a 2006.
Es el máximo anotador de la Premiership Rugby con 2.625 puntos, de los diez máximos anotadores de la Rosa y uno de los grandes jugadores que no disputaron la Copa del Mundo. Actualmente es entrenador de pateadores del London Irish.

## Biografía
Era un gran fanático de las Halifax Panthers, un equipo de rugby league, hasta que empezó a jugar al rugby union por un amigo de la familia que lo invitó al club Old Brodleians. Dejó su equipo cuando se mudó para estudiar en la Universidad de Durham.
En 2007 se casó con Daisy Hartley y hoy el matrimonio tiene cinco hijos.

## Carrera
Debutó como profesional en 2000, jugando con los Sale Sharks y enfrentando al equipo francés Football-Club Auch. El mayor éxito con el club fue ganar la Premiership Rugby en 2005–06 y en la final anotó: seis penales, un drop y una conversión.
En un intento de corregir un problema de hombro, se sometió a una cirugía en agosto de 2010 y se perdió el inicio de la temporada 2011. Regresó el 2 de enero y participó en la victoria de por 28-22 contra Saracens.

### Saracens
Para la temporada 2011–12 firmó un contrato de tres años con los Saracens, afirmando que quería «un nuevo desafío». El director ejecutivo de Sale rindió homenaje a Hodgson y dijo: «sin duda, será considerado uno de los mejores jugadores que jamás haya jugado para los Sale Sharks».
En abril de 2012, anotó su punto número 1000 en la Premiership. Más tarde, en un partido contra Gloucester Rugby; asumió el papel de capitán y consiguió la victoria clave que ayudó a los Sale Sharks a evitar el descenso.
Ganó la Premiership en 2015 y 2016; como veterano y suplente; ingresó en ambas finales para asegurar el juego. Ya con 35 años, ingresó como reemplazo en la final de la Copa de Campeones, ganó el título continental y anunció su retiro en la entrevista posterior.

## Selección nacional
Clive Woodward lo convocó a la Rosa para los partidos de prueba de fin de año de 2001 y debutó contra Rumania en la victoria 134-0. Hodgson anotó 44 puntos y aún hoy es un récord en aquella selección.
En el Torneo de las Seis Naciones 2003 se lesionó gravemente contra Italia, baja de ocho meses por una rotura del ligamento cruzado de la rodilla izquierda y se perdió la Copa del Mundo de Australia. Regresó para los partidos de prueba de mitad de año de 2004, enfrentando a los All Blacks, los Canucks (elegido hombre del partido) y los Wallabies.
Jugando contra los Springboks en noviembre de 2006, se rompió el ligamento cruzado de la rodilla derecha y Brian Ashton no lo consideró para la Copa del Mundo de Francia. Regresó al equipo para el Torneo de las Seis Naciones 2008, ya bajo la dirección de Martin Johnson y éste consideró que Hodgson tenía una defensa débil y no volvió a seleccionarlo.
Luego de dos años, Johnson lo convocó en mayo de 2010 para enfrentar a los All Blacks. Errar un tackle contra Ma'a Nonu que condujo a un try, hizo que no jugará ninguna prueba ante los Wallabies y solo enfrentó a los Barbarians.
Volvió a ser convocado a fin de año, para reemplazar al lesionado Jonny Wilkinson. En la derrota ante Sudáfrica, Hodgson se rompió el pie y debió abandonar el partido.
El escocés Stuart Lancaster lo seleccionó para el Torneo de las Seis Naciones 2012, Hodgson jugó contra la Azzurri y fue su última prueba. En junio de 2012 anunció su retiro internacional y hoy es uno de los diez máximos anotadores de la Rosa.

### Leones
En 2005 Woodward lo convocó a los Leones Británicos e Irlandeses para participar de la gira por Nueva Zelanda. Fue reserva junto al irlandés Ronan O'Gara, por detrás del suplente Stephen Jones y el titular Jonny Wilkinson.
Hodgson jugó cuatro partidos de entrenamiento: Auckland, Manawatu Turbos, Otago Razorbacks y Taranaki Bulls, pero ningún partido de prueba. Marcó 49 puntos, incluido un try contra Manawatu.

## Palmarés
- Campeón del Torneo de las Seis Naciones de 2003.
- Campeón de la Copa de Campeones de 2015-16.
- Campeón de la European Rugby Challenge Cup de 2001-02 y 2004-05.
- Campeón de la Premiership Rugby de 2005–06, 2014–15 y 2015–16.
- Campeón de la Anglo-Welsh Cup de 2014-15.
- Campeón de la Orange Cup de 2006.